# Galisteo (Nuovo Messico)
Galisteo  è un'census-designated place degli Stati Uniti d'America, nella  Contea di Santa Fe nello stato del Nuovo Messico. Secondo i dati dello United States Census Bureau riferito all'anno 2000, ha una popolazione di 265 abitanti su un'area totale di 6,8 km².